# 陽虚
陽虚（ようきょ）とは、陽が不足し、寒気が出る状態のことをいう。虚寒（きょかん）ともいう。

## 症状
寒がり、四肢冷え、自汗、顔面蒼白、艶がない、活気がなく食欲不振、軟便、尿の色は澄んで量は多いなどの症状が出る。脈は遅弱。

## 病態
- 脾陽虚
- 肺陽虚
- 腎陽虚